# فرودگاه چایبوخا
فرودگاه چایبوخا فرودگاهی عمومی واقع در شهر چایبوخا در کشور روسیه است.